# Alpena (Michigan)
Alpena – miasto w Stanach Zjednoczonych, w stanie Michigan, w hrabstwie Alpena.